# Prince Fielder
Prince Semien Fielder (ur. 9 maja 1984) – amerykański baseballista, który występował na pozycji pierwszobazowego.

## Przebieg kariery
Fielder został wybrany w 2002 roku w pierwszej rundzie draftu z numerem siódmym przez Milwaukee Brewers i początkowo występował w klubach farmerskich tego zespołu, między innymi w Nashville Sounds, reprezentującym poziom Triple-A. W Major League Baseball zadebiutował 13 czerwca 2005 w meczu przeciwko Tampa Bay Rays, rozgrywanym w ramach interleague play jako designated hitter. W 2006 w głosowaniu do nagrody National League Rookie of the Year Award zajął 7. miejsce, zaś rok później po raz pierwszy w karierze wystąpił w Meczu Gwiazd i po raz pierwszy zdobył nagrodę Silver Slugger Award. W sezonie 2007 został najmłodszym w historii MLB zawodnikiem, który zdobył 50 home runów w jednym sezonie. W 2009 zaliczył najwięcej w lidze RBI (141). W 2011 został wybrany najbardziej wartościowym zawodnikiem All-Star Game
W styczniu 2012 podpisał dziewięcioletni kontrakt wart 214 milionów dolarów. W tym samym roku wystąpił w World Series, w których Tigers przegrali z San Francisco Giants w czterech meczach. W listopadzie 2013 przeszedł do Texas Rangers za drugobazowego Iana Kinslera; Rangers otrzymali dodatkowo 30 milionów dolarów, wynikających z ważnego do 2020 kontraktu.
W maju 2014 z powodu dyskopatii szyjnej zmuszony był poddać się operacji, co wykluczyło go z gry do końca sezonu.

## Nagrody i wyróżnienia
| Nagroda/wyróżnienie           | Lata                               | Źródło |
| 6× All-Star                   | 2007, 2009, 2011, 2012, 2013, 2015 | [ 1 ]  |
| All-Star Game MVP             | 2011                               | [ 5 ]  |
| 3× Silver Slugger Award       | 2007, 2011, 2012                   | [ 1 ]  |
| 2× zwycięzca w Home Run Derby | 2009, 2012                         | [ 10 ] |
| Hank Aaron Award              | 2007                               | [ 11 ] |